# Max Harris
Pour les articles homonymes, voir Harris.

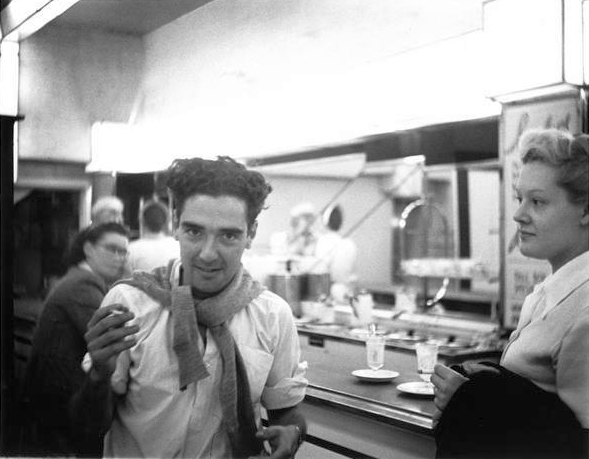
Max Harris avec Joy Hester, vers 1943, photo d'Albert Lee Tucker.

Maxwell Henley Harris AO, né le 13 avril 1921 à Adélaïde (Australie) et mort le 13 janvier 1995, généralement connu sous le nom de Max Harris, est un poète, critique littéraire, chroniqueur, éditeur et libraire australien.

## Jeunesse
Harris naît à Adélaïde, en Australie du Sud, et grandit à Mount Gambier, où son père était vendeur ambulant. Ses premières poésies sont publiées dans les pages pour enfants du Sunday Mail. Il continue à écrire de la poésie pendant ses études secondaires après avoir remporté une bourse au St Peter's College d'Adélaïde. À ses débuts à l'université d'Adélaïde, il est déjà reconnu comme poète et intellectuel. En 1941, il édite deux éditions du journal étudiant On Dit.

## Angry Penguins
La passion de Harris pour la poésie et le modernisme est le moteur de la création en 1940 d'un journal littéraire baptisé Angry Penguins. Ses cofondateurs sont DB "Sam" Kerr, Paul G. Pfeiffer et Geoffrey Dutton. Le premier numéro suscité l'intérêt de l'avocat et mécène des arts de Melbourne John Reed, qui propose de collaborer à la publication d'autres numéros. Harris, qui tentait déjà de créer une branche de la Société d'art contemporain de l'Australie-Méridionale dans le sud de l'Australie, est séduit par l'enclave artistique de Reed à Heide. Dans le deuxième numéro de Angry Penguins, Harris y incorpore l'art visuel. Sidney Nolan rejoint ensuite l'équipe de rédaction. Parmi les autres artistes associés aux Angry Penguins figurent Albert Lee Tucker, Joy Hester, James Gleeson, Arthur Boyd et John Perceval.
Les poètes traditionalistes ont été scandalisés par le succès des Angry Penguins qui encouragent le surréalisme et publient des écrivains progressistes tels que Dylan Thomas, Gabriel García Márquez, James Dickey et le poète américain Harry Roskolenko (en).
Le poète et critique A. D. Hope (en) fait partie de ceux qui s'opposaient avec virulence à Harris et aux modernistes. Hope inspire deux jeunes poètes servant dans l'armée, Harold Stewart et James McAuley, à "obtenir Maxy". Sous le nom de "Ern Malley", ils écrivent une série de poèmes de style moderniste qu'ils soumettent à Harris. Celui-ci trouve les poèmes brillants et les publie en fanfare dans Angry Penguins.
Les poèmes furent controversés mais bien reçus. Cependant, la police sud-australienne a considéré certaines lignes de la poésie comme obscènes (un poème utilisait le mot "incestueux" ) et Harris fut accusé d'obscénité.
John Reed et Harris, qui publiaient également à cette époque des livres, ont eu recours à un détective pour en savoir plus sur le poète mystère. La nouvelle est apparue que ce Ern Malley était un canular. Le procès pour obscénité a attiré l'attention de la presse internationale. Harris a été reconnu coupable et condamné à une amende de cinq livres malgré la défense assurée par des critiques littéraires réputés.
Harris n'a jamais hésité à croire en la qualité des poèmes d'Ern Malley, qui continuent d'être publiés et étudiés,.
Un recueil de ses travaux a été publié à titre posthume par la Bibliothèque nationale d'Australie sous le titre The Angry Penguin.
Harris a été nommé officier de l'ordre d'Australie. L'Association des anciens de l'Université d'Adélaïde lui a décerné le titre de "Père du modernisme dans les arts australiens".

## Vie privée
Harris est le père de la journaliste et chroniqueuse Samela Harris